# Gerhard Uecker
Gerhard „Gerd“ Uecker (geboren am 22. September 1953) ist ein ehemaliger Handballspieler, der auf der Spielposition Rückraum eingesetzt wurde.

## Karriere
Uecker stammte aus der Jugend des SC Magdeburg und nahm mit der A-Jugend (U19) des Vereins unter anderem an der Kinder- und Jugendspartakiade 1972 teil. Zwischen 1973 und 1982 stand „Uecki“ auf der Position Rückraum Links (RL) im Kader des SC Magdeburg unter Trainer Klaus Miesner und feierte zahlreiche Erfolge, darunter nationale Meistertitel und Pokalsiege sowie den Europapokal der Landesmeister 1978.